# Matteo Markus Bok

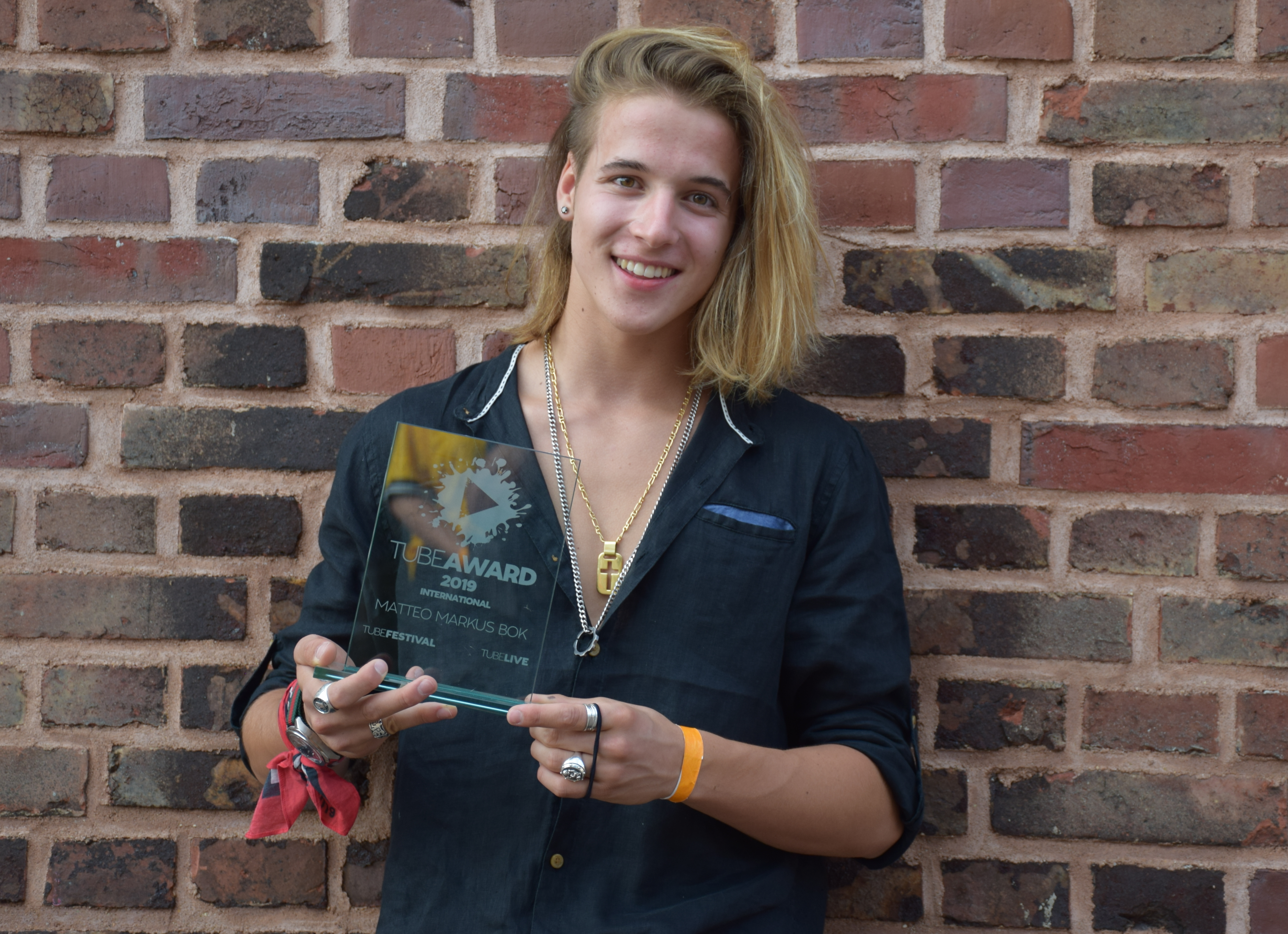
Matteo Markus Bok beim TubeAward 2019

Matteo Markus Bok (* 16. Mai 2003 in Mailand) ist ein deutsch-italienischer Popsänger.
Neben Deutsch und Italienisch spricht er fließend Englisch und Spanisch. Im Alter von neun Jahren trat er in König der Löwen als Simba auf. 2016 nahm er an der 4. Staffel der SAT.1-Castingshow The Voice Kids teil. Er erreichte das Finale, wurde von Lena Meyer-Landrut aber nicht für das Zuschauervoting nominiert.

## Leben
Matteo lebt in Mailand und besuchte bis Sommer 2017 das Collegio San Carlo, das er erfolgreich abgeschlossen hat. Danach wechselte er zu American School of Milan. Bok spielt Gitarre und Klavier. 
Nach The Voice Kids setzte er sein musikalisches Engagement fort und veröffentlichte den italienischsprachigen Titel E' diventata primavera. Danach trat er bei diversen Volksfesten, z. B. in Tann (Rhön), Vöhringen, und Gelsenkirchen auf. Es folgte ein Auftritt in der ZDF-Spendengala Ein Herz für Kinder am 3. Dezember 2016 und im italienischen Fernsehen die Teilnahme bei Italia’s Got Talent im Frühjahr 2017.
2017 nahm ihn der deutsche Produzent Oliver deVille unter Vertrag. 2017 veröffentlichte Bok seine erste Single Just One Lie, für die er eine Woche durch Deutschland tourte. Mit diesem Song trat er im ZDF-Fernsehgarten auf. 2017 wurden weitere Singles und ein Musikvideo veröffentlicht.
Anfang 2018 trat Matteo Markus Bok im Vorprogramm von Soy Luna in Italien auf. Bei der Deutschlandtour von Soy Luna war Matteo der Support Act.
2018 präsentierte er seine neue Single El Ritmo (AHI AHI AHI). Der von ihm selbst geschriebene Titel enthält sowohl englische als auch spanische Textpassagen. Das Musikvideo dazu wurde in Italien produziert. Sportlich betätigte sich Bok 2019 in der RTL-Sendung Big Bounce – Die Trampolin Show Das Promi Special.
Im April 2019 veröffentlichte SAT.1 im Internet mehrere Folgen von The Voice Kids - Fast Forward. Darin wird der Werdegang mehrerer Teilnehmer gezeigt, die nach ihrer Teilnahme bei The Voice Kids eine erfolgreiche Karriere gestartet haben.
2019 erschien  das erste Album Cruisin.
Am 3. August 2019 wurde Matteo auf dem TubeFestival mit dem TubeAward 2019 in der Kategorie „International“ ausgezeichnet. Am 24. September 2019 erschien das erste Buch von Matteo Markus Bok unter dem Titel „Promise“ (auf Italienisch) in dem er über seine Emotionen und Träume schreibt.

## Singles / Musikvideos / Alben / Buch
- 2017: Just One Lie
- 2017: Miracle
- 2017: Sunshower
- 2017: This Christmas
- 2018: El Ritmo (AHI AHI AHI)
- 2018: In The Middle
- 2018: Mrs Lonely
- 2019: Besos Besos
- 2019: Album Cruisin`
- 2019: Buch Promise